# روبرت هال
روبرت هال (بالإنجليزية: Robert Hall)‏ (20 أكتوبر 1993 بأيلزبري في المملكة المتحدة - ) هو لاعب كرة قدم بريطاني في مركز الهجوم. شارك مع منتخب إنجلترا تحت 16 سنة لكرة القدم ومنتخب إنجلترا تحت 17 سنة لكرة القدم ومنتخب إنجلترا تحت 18 سنة لكرة القدم ومنتخب إنجلترا تحت 19 سنة لكرة القدم. أما مع النوادي، فقد لعب مع أكسفورد يونايتد وبرمنغهام سيتي وبولتون واندررز وميلتون كينز دونز ووست هام يونايتد.

## وصلات خارجية
- روبرت هال على موقع قاعدة بيانات كرة القدم.إي يو (الإنجليزية)
- روبرت هال على موقع Soccerbase.com (لاعب) (الإنجليزية)
- روبرت هال على موقع عالم كرة القدم.نت (الإنجليزية)

لم يتم العثور على روابط لمواقع التواصل الاجتماعي.